# Зернове молоко
Зернове молоко — це замінник молока зроблений з ферментованого зерна або борошна. Зернові молока можуть бути зроблені з вівса, полби, рису, жита, пшениці однозернянки або лободи.
Зернове молоко дуже схоже на коров'яче молоко. Воно має більш низький вміст білку і вищий вуглеводний вміст, ніж коров'яче молоко. Зернове молоко може бути збагачене кальцієм і деякими вітамінами (особливо B12). 
Зернове молоко — продукт з низьким вмістом насичених жирів і не містить лактози, що є цінним для тих, хто непереносимість лактозу. Зерновому молоку також не вистачає молочного білка, що робить його придатним для вегетаріанців і людей з алергією молока.
Ароматизоване зернове молоко може виготовлятись з різними смаками: ванілі, шоколаду і ін. Також існує зернове незбиране молоко.